# Ryan Regez
Ryan Regez (ur. 30 stycznia 1993 w Interlaken) – szwajcarski narciarz dowolny, specjalizujący się w konkurencji skicross, mistrz olimpijski i zdobywca Pucharu Świata.

## Kariera
Starty na arenie międzynarodowej rozpoczął w lutym 2014 roku. Wtedy to zadebiutował w zawodach juniorskich FIS we włoskim Watles, w których zajął 40. miejsce. Styczeń 2015 roku był debiutem w zawodach z cyklu Pucharu Europy. W konkursie rozgrywanym we francuskim Orcières uplasował się na 31. lokacie. W zawodach Pucharu Europy triumfował w klasyfikacji skicrossu w sezonach 2015/2016 oraz 2017/2018.
W zawodach z cyklu Pucharu Świata po raz pierwszy wystąpił w grudniu 2015 roku podczas konkursu w austriackim Montafon, w którym zajął 58. miejsce. Pierwsze punkty w zmaganiach pucharowych zdobył rok później, podczas konkursu we francuskim Val Thorens, plasując się na 25. lokacie. Pierwsze podium w zawodach PŚ osiągnął w lutym 2019 roku. Wtedy to, podczas dwóch konkursów rozgrywanych w niemieckim Feldbergu, zajął kolejno 1. oraz 3. miejsce. W sezonie 2021/2022 zwyciężył w klasyfikacji generalnej skicrossu, a w sezonie 2019/2020 był drugi.
W lutym 2021 roku zadebiutował podczas mistrzostw świata w Idre Fjäll, w których to uplasował się na 18. pozycji. Na rozgrywanych rok później igrzyskach olimpijskich w Pekinie wywalczył złoty medal, wyprzedzając swego rodaka Alexa Fivę i Rosjanina Siergieja Ridzika.

## Osiągnięcia

### Igrzyska olimpijskie
| Miejsce | Dzień     | Rok  | Miejscowość | Konkurencja | Zwycięzca |
| ------- | --------- | ---- | ----------- | ----------- | --------- |
| 1.      | 18 lutego | 2022 | Pekin       | Skicross    | –         |

### Mistrzostwa świata
| Miejsce | Dzień     | Rok  | Miejscowość | Konkurencja        | Zwycięzca |
| ------- | --------- | ---- | ----------- | ------------------ | --------- |
| 18.     | 13 lutego | 2021 | Idre Fjäll  | Skicross           | Alex Fiva |
| 1.      | 21 marca  | 2025 | Engadyna    | Skicross           | –         |
| 1.      | 22 marca  | 2024 | Engadyna    | Skicross drużynowy | –         |

### Puchar Świata

#### Miejsca w klasyfikacji generalnej
- sezon 2016/2017: 136.
- sezon 2017/2018: –
- sezon 2018/2019: 44.
- sezon 2019/2020: 16.

Od sezonu 2020/2021 klasyfikacja skicrossu zastąpiła klasyfikację generalną.
- sezon 2020/2021: 7.
- sezon 2021/2022: 1.
- sezon 2022/2023: 36
- sezon 2023/2024: 41
- sezon 2024/2025: 8.

#### Miejsca na podium w zawodach
1. Feldberg – 16 lutego 2019 (skicross) – 1. miejsce
2. Feldberg – 17 lutego 2019 (skicross) – 3. miejsce
3. Val Thorens – 6 grudnia 2019 (skicross) – 3. miejsce
4. Montafon – 14 grudnia 2019 (skicross) – 1. miejsce
5. Idre – 25 stycznia 2020 (skicross) – 1. miejsce
6. Idre – 26 stycznia 2020 (skicross) – 3. miejsce
7. Arosa – 16 grudnia 2020 (skicross) – 2. miejsce
8. Val Thorens – 21 grudnia 2020 (skicross) – 2. miejsce
9. Idre – 24 stycznia 2021 (skicross) – 2. miejsce
10. Innichen – 19 grudnia 2021 (skicross) – 1. miejsce
11. Innichen – 20 grudnia 2021 (skicross) – 2. miejsce
12. Nakiska – 15 stycznia 2022 (skicross) – 3. miejsce
13. Idre – 22 stycznia 2022 (skicross) – 1. miejsce
14. Idre – 23 stycznia 2022 (skicross) – 1. miejsce
15. Val di Fassa – 8 lutego 2025 (skicross) – 1. miejsce
16. Val di Fassa – 9 lutego 2025 (skicross) – 3. miejsce

#### Mistrzostwa Szwajcarii
- 2020: 1. miejsce